# Émilie Frèche
Émilie Frèche (Parigi, 12 aprile 1976) è una regista e sceneggiatrice francese impegnata nella lotta contro il razzismo e l'antisemitismo.

## Biografia

### Famiglia di origine
Émilie Frèche è nata il 12 aprile 1976 a Parigi. Suo padre Patrick Frèche, ebreo sefardita originario dell'Algeria, è il creatore del marchio di abbigliamento LOFT (Là Où Frèche Travaille). Suo zio è lo stilista Daniel Hechter.

### Formazione
Émilie Frèche ha studiato giurisprudenza, ha conseguito un DEA in Filosofia del diritto, poi ha trascorso un anno a New York dove ha lavorato nel dipartimento culturale dell'ambasciata francese. Fu lì che scrisse il suo primo romanzo, Les Vies denses, che fu pubblicato da Ramsay e vinse il premio coup de cœur della Forêt des livres.

### Carriera
Sempre ispirati alla sua vita personale, i romanzi di Émilie Frèche affrontano la questione dell'identità, dell'ebraicità, della difficoltà delle relazioni familiari e sentimentali, nonché della violenza verbale. Sviluppa a lungo nei suoi libri le difficoltà delle coppie miste sefardite-ashkenazite.
I suoi interventi mediatici sul conflitto israelo-palestinese o sul caso Ilan Halimi, temi presenti nella sua opera letteraria, la rendono una scrittrice impegnata nella lotta all'antisemitismo.
Nel 2006 ha firmato due documenti sul caso Ilan Halimi, La Mort d'un pote e 24 Jours, la vérité sur la mort d'Ilan Halimi (24 giorni: La verità sulla morte di Ilan Halimi). Questo sarebbe stato il soggetto di un film con Pascal Elbé e Zabou Breitman diretto da Alexandre Arcady, per il quale ha firmato la sceneggiatura con il regista. In questa occasione ha denunciato l'ascesa in Francia di un nuovo antisemitismo che proverrebbe dalle periferie.
Nel 2010 ha lanciato Éditions du Moteur con Laure Gomez Montoya.
Nel 2014 ha scritto un pezzo su Le Monde denunciando la condotta di Nicolas Anelka che aveva manifestato la sua simpatia nei confronti il comico Dieudonné. È stata invitata allo spettacolo Ce soir (ou jamais !) ("Stasera (o mai più!)") sul tema: "Dieudonné dovrebbe essere bandito?".
La sceneggiatura di Je suis Ilan - 24 jours di Alexandre Arcady è tratta dall'omonimo libro di cui è autrice. Il film, considerato un "atto repubblicano", è stato visto in anteprima all'Eliseo dal Presidente della Repubblica francese François Hollande, che si è detto molto commosso. Il film è stato distribuito il 30 aprile 2014 in 124 sale, ma il pubblico e la stampa non ne sono stati convinti ed è stato ritirato dalle sale dopo tre settimane di attività e 126000 biglietti.
Émilie Frèche ha anche perseguito una carriera come sceneggiatrice. Nel 2014, ha co-firmato il film impegnato di Yvan Attal Sono dappertutto, distribuito l'11 giugno 2016, una commedia che denuncia i luoghi comuni legati all'antisemitismo in Francia. Nel 2015, ha scritto insieme a Marie-Castille Mention-Schaar (regista di Una volta nella vita) un dramma sulle ragazze destinate alla jihad, Le ciel attendra.
Quando è stato pubblicato il suo romanzo Vivre Ensemble, che racconta le difficoltà delle famiglie miste, Émilie Frèche è stata accusata dalla giornalista Séverine Servat, moglie di François de Rugy ed ex compagna di Jérôme Guedj con cui ha avuto un figlio, di «grave violazione della privacy». Su sua richiesta, l'autore e l'editore hanno concordato di inserire un inserto nelle copie in vendita per evitare ogni confusione .
A marzo-aprile 2023 ha partecipato al Bari International Film Festival, portando fuori concorso Les engagés del 2022.

### Vita privata
È la compagna del politico socialista Jérôme Guedj. Ha tre figli, i cui nomi sono stati scelti in onore dei suoi eroi letterari preferiti.

## Opere

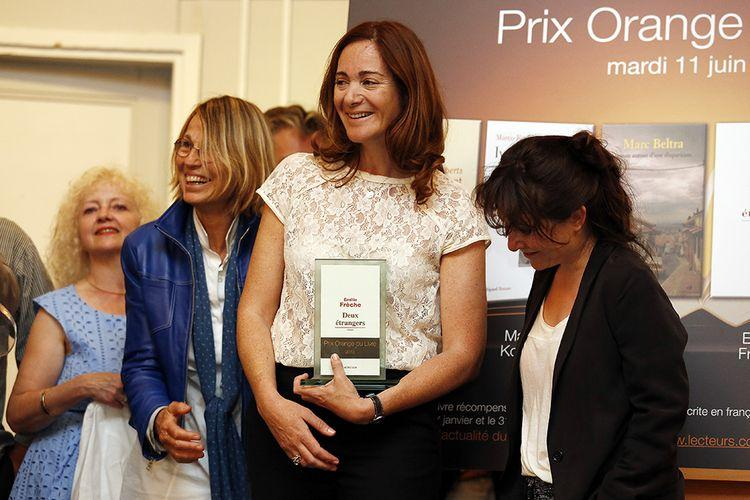
Émilie Frèche (al centro) alla cerimonia di premiazione dell'Orange Book Prize 2013.

### Libri
- (FR) Les Vies denses, éditions Ramsay, 2001, ISBN 2-84114-558-1.
- (FR) Une femme normale, éditions Ramsay, 2002, ISBN 2-84114-622-7.
- (FR) Le Sourire de l’ange, éditions Ramsay, 2004, ISBN 2-84114-693-6.[11]
- (FR) Le Film de Jacky Cukier, éditions Anne Carrière, 2005, ISBN 2-84337-346-8.
- (FR) La Mort d’un pote, éditions du Panama, 2006, ISBN 2-7557-0189-7.[12]
- (FR) 24 jours: la vérité sur la mort d’Ilan Halimi, éditions du Seuil, 2009, ISBN 978-2-02-091028-6, trad. 24 giorni: La verità sulla morte di Ilan Halimi.
- (FR) Chouquette, Actes Sud, ISBN 978-2-7427-8799-9.[13]
- (FR) Les Collectionneurs, éditions du Moteur, 2010, ISBN 978-2-918602-07-1.[14][15]
- (FR) Un jour qui n'existe pas, Actes Sud, 2012, ISBN 978-2-330-00168-1.
- (FR) Deux étrangers, Actes Sud, 2013, ISBN 978-2-330-01423-0.
- (FR) Un jour qui n'existe pas, Actes Sud, 2013, ISBN 2-330-01490-2.
- (FR) Un homme dangereux, éditions Stock, 2015, ISBN 978-2-234-07985-4.[16]
- (FR) Je vous sauverai tous, Hachette, 2016.
- (FR) Vivre ensemble, éditions Stock, 2018, ISBN 978-2-234-08173-4.[17]

### Sceneggiature
- Je suis Ilan - 24 jours - regia di Alexandre Arcady[4] (2014)
- Le ciel attendra (2015)
- Sono dappertutto - regia di Yvan Attal (2016)
- Les Engagés[18] (2022)

## Premi e riconoscimenti
- 2013: Premio Orange Book per Deux étrangers[19]
- Cavaliere dell'Ordine delle arti e delle lettere